# Mefenorex

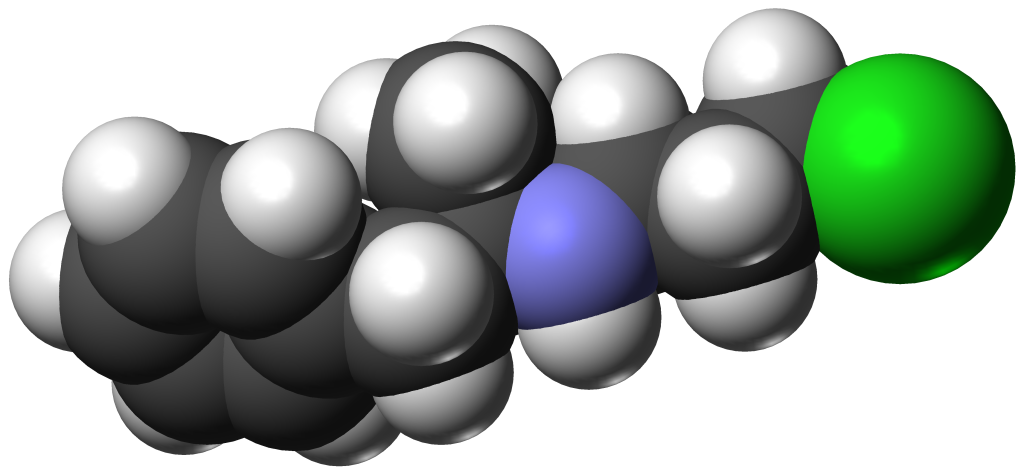

Mefenorex (Rondimen, Pondinil, Anexate) è un farmaco stimolante utilizzato come anoressizzante. È un derivato dell'anfetamina, sviluppato negli anni '70 e utilizzato per il trattamento dell'obesità. Mefenorex produce anfetamina come metabolita, ed è stato ritirato in molti paesi nonostante presentasse scarsi effetti stimolanti e una scarsa propensione all'abuso.